# هيلين إدواردز
هيلين إدواردز (بالإنجليزية: Helen T. Edwards)‏ (و. 1936 – 2016 م) هي فيزيائية، ومهندسة من الولايات المتحدة الأمريكية . وكانت عضوة في الأكاديمية الأمريكية للفنون والعلوم، والأكاديمية الوطنية للهندسة .
توفيت عن عمر يناهز 80 عاماً.

## التعليم
تعلمت في جامعة كورنيل

## جوائز
حصلت على جوائز منها:
- قلادة العلوم الوطنية الأمريكية في مجال التكنولوجيا والإبتكار (1989)
- زمالة ماك آرثر.